# Iwajło Zachariew
Iwajło Zachariew (bułg. Ивайло Захариев; ur. 4 października 1984 w Sofii) – bułgarski aktor i model.

## Lata młodości
W 2007 ukończył studia aktorskie na Narodowej Akademii Sztuki Teatralnej i Filmowej w Sofii.

## Kariera
Po skończeniu szkoły był aktorem teatralnym i odgrywał pantomimę. Popularność przyniósł mu serial „Agent pod przykryciem”, w którym gra Martina Christowa.

## Życie prywatne
W maju 2012 poślubił Mirjanę. 13 lutego 2013 urodził im się syn Filip, a 27 sierpnia 2014 urodził im się syn Damjan. Zna język migowy. Wyznaje protestantyzm.